# Tein Jahr un dree Daag
Tein Jahr un dree Daag (dt.: Zehn Jahre und drei Tage, Schreibweisen im Niederdeutschen differieren) ist ein niederdeutsches Theaterstück und Hörspiel von Ivo Braak aus dem Jahr 1954. Das Drama gehört zu drei Theaterstücken, die der Autor unmittelbar nach dem Zweiten Weltkrieg geschrieben hat und die sich mit zeitnahen Themen beschäftigen.

## Inhalt
Im Zentrum der Handlung, die sich über drei Tage erstreckt, steht die auf den Tag zehn Jahre zurückliegende Hetzjagd auf einen Juden in einer dörflichen Gemeinschaft, die mit dem Tod desselben endete und der Umgang mit dieser Schuld, die eine Anzahl Dorfbewohner in diesem Zusammenhang unterschiedlich stark auf sich geladen haben, in der deutschen Nachkriegszeit.
Dabei scheint das Geschehen fast vergessen, als plötzlich zwei „Leute“ aus der Stadt in der ländlichen Umgebung mit Nachforschungen bezüglich des zu Tode gekommenen Juden beginnen.
Viel hängt von dem Schweigen des Jungbauern Niss Brandt ab, der, gerade aus Kriegsgefangenschaft zurückgekehrt, einen Unsicherheitsfaktor für die strafwürdigen Bauern darstellt. So beschließt man, ihn schnellstmöglich mit der Tochter eines der Hauptschuldigen – Janjakob Lau – zu verloben, damit Brandt aus Loyalität zu seinem künftigen Schwiegervater bei einer angesetzten erneuten Verhandlung zu den Ereignissen diesen (und damit alle weiteren Beteiligten) deckt. Die allzu freundliche Aufnahme in der Familie des Großbauern kommt dem Habenichts Brandt allerdings bald merkwürdig vor. Eine unheimliche Begegnung mit dem über die Geschehnisse wahnsinnig gewordenen Vater des damals getöteten Juden Peter Lass lässt ihn das Spiel schließlich durchschauen und sein Gewissen regt sich. Pastor Bünz rät dem des Nachts verzweifelt bei ihm Ratsuchenden bei der für den Folgetag angesetzten Verhandlung ohne Rücksicht auf Verluste bei der Wahrheit zu bleiben, jedoch ohne zu wissen, welche Konsequenzen dies für die Bauernschaft im Ort hätte. Daraufhin verschwindet Brandt auf dem nächtlichen Heimweg über das Watt. Auch eine Suche am nächsten Tag bleibt zunächst erfolglos und man geht von seinem Tod aus. Erst im letzten Moment erscheint Brandt doch noch zu der Verhandlung, entschlossen dem Rat des Pastors zu folgen.

## Ort und Zeit
Die Zeit ist Herbst 1948. Der Erste Akt spielt an einem Sonntagnachmittag „op de Deel“ bei Janjakob Lau, der zweite am Montagabend darauf im Wohn- und Arbeitszimmer von Pastor Bünz, der Dienstagnachmittag bildet den dritten Akt und spielt auf dem freien Feld.

## Rollen
- Janjakob Lau, Bauer
- Anke, seine Tochter
- Greet, sein Hausmädchen
- Niss Brandt, Jungbauer
- Julus Stüker, Nachbarsbauer
- Jens, dessen Sohn
- Korl Wichmann, Nachbarsbauer
- Alwin Lass
- Pastor Bünz
- Frauke, dessen Tochter
- Der Richter
- Gendarm
- Zwei Leute

## Hörspiel
Seine Erstaufführung erfuhr das „eernsthaft Spill in dree Akten“  am 11. Januar 1954 als Hörspielfassung im Hörfunk in der Reihe »... un us Tied speelt mit!«. Regie führte Eberhard Freudenberg. Der ausstrahlende Sender war Radio Bremen. Die Spieldauer betrug 61'23 Minuten.
Sprecher:
- Walter A. Kreye: Janjakob Lau, Bauer
- Ingeborg Walther: Anke, seine Tochter
- Erika Rumsfeld: Greet, seine Haushälterin
- Ivo Braak: Niß Brandt, Jungbauer
- Heinrich Schmidt-Barrien: Julius Stücker, Nachbar
- Heinrich Kunst: Karl Wichmann, Nachbar
- Georg Gläseker: Alwin Laß
- Heinz Burmeister: Pastor Bünz
- Ruth Bunkenburg: Frauke, seine Tochter
- Willy Beutz: Von Emden, Amtsrichter

Das ARD-Hörspielarchiv zitiert Ivo Braak unter dem Titel des Hörspiels (Schreibweise:  Teihn Jahr un dree Daag) mit den Worten:
"Ich wollte, es wäre mir gelungen, mit diesem Stück ein klein wenig von der Schuld abzutragen, die wir alle – jeder zu seiner Stunde – auf uns geladen haben".

## Aufführungen
Am 6. Mai 1955 folgte die Theateruraufführung an der Niederdeutschen Bühne Glückstadt.
Die letzte beachtetere Aufführung wurde 1988 von der niederdeutschen Laienspielgruppe Schleswiger Speeldeel (Premiere unter Anwesenheit des Autors) vorgelegt.
Die Bühnenrechte liegen beim Mahnke-Verlag in Verden.

## Druckfassungen
- Tein Jahr un dree Daag, Eernsthaftig Spill in 3 Akten, Mahnke-Verlag Verden 1954

## Einzelbelege
1. ↑  Ivo Braak in der Datenbank Die niederdeutsche Literatur